# سجن جلبوع
سجن جلبوع (باللغة العبرية: בית הסוהר גלבוע) هو سجن تابع لمصلحة السجون الإسرائيلية يقع في منطقة وادي جالود (وادي هارود)، عند سفح جبل جلبوع، وهو واحد من خمسة سجون تابعة لمصلحة السجون يتم منحها أعلى مستوى من الأمن والسجناء على مستوى عالٍ من الخطر. قائد السجن النائب جوندر فريدي بن شيطريت.

## حادثة فرار السجناء
اشتهر السجن بعد حادثة فرار ستة من الأسرى الفلسطينيين، وهم:
| التسلسل | الاسم                        | العمر | الأصل      | الانتماء             | تاريخ الاعتقال | الحكم                           |
| ------- | ---------------------------- | ----- | ---------- | -------------------- | -------------- | ------------------------------- |
| 1       | محمود عبد الله عارضة         | 46    | عرابة/جنين | حركة الجهاد الإسلامي | 2002           | محكوم مدى الحياة (قائد العملية) |
| 2       | محمد قاسم عارضة              | 39    | عرابة      | حركة الجهاد الإسلامي | 2002           | محكوم مدى الحياة                |
| 3       | يعقوب محمود قادري            | 49    | بير الباشا | حركة الجهاد الإسلامي | 2003           | محكوم مدى الحياة                |
| 4       | أيهم فؤاد أو أيهم نايف كممجي | 35    | كفردان     | حركة الجهاد الإسلامي | 2006           | محكوم مدى الحياة                |
| 5       | مناضل يعقوب نفيعات           | 26    | يعبد       | حركة الجهاد الإسلامي | 2019           | معتقل                           |
| 6       | زكريا الزبيدي                | 46    | مخيم جنين  | كتائب شهداء الأقصى   | 2019           | موقوف                           |